# Serguéi Kurdakov
Serguéi Nikoláievich Kurdakov (en ruso: Сергей Николаевич Кoурдаков, Novosibirsk, Unión Soviética, 1 de marzo de 1951 - Running Springs, California, 1 de enero de 1973) fue un exagente de la KGB y oficial de la Marina que desde su adolescencia participó en más de 150 redadas en contra de comunidades cristianas subterráneas en las regiones de la Unión Soviética, durante la década de 1960.
A los veinte años de edad desertó en Canadá, mientras fungía como oficial de marina en un barco soviético en el Pacífico. Se convirtió al cristianismo y quiso convertirse en predicador.
Amenazado por agentes rusos que le aconsejaban que no hablara de sus experiencias, hizo caso omiso y escribió su autobiografía: The persecutor (también conocida como Perdóname, Natasha o El esbirro, según una traducción publicada en España), que terminó poco antes de su muerte en 1972 y fue publicada póstumamente.
Apareció muerto en circunstancias sospechosas (se cree que fue eliminado por la KGB) el 1 de enero de 1973, con tan sólo 22 años.